# Casa Petty-Roberts-Beatty
La Casa Petty-Roberts-Beatty, también conocida como Casa Octágono, es una histórica casa octagonal ubicada en Clayton, Alabama, Estados Unidos. La estructura fue una de las dos casas octagonales construidas antes de la guerra en Alabama y es la única que sobrevivió.

## Historia
Esta casa inusual fue construida por Benjamin Franklin Petty a partir de 1859 y se completó en 1861. Petty era un comerciante de carruajes y muebles que nació en Nueva York y fue un colono pionero de Clayton. La casa se inspiró en un diseño popularizado por el libro de Orson Squire Fowler , A Home For All, o el Gravel Wall and Octagon Mode of Building que se publicó en 1854.
En abril de 1865, la casa fue utilizada como cuartel general del comandante de la Caballería de la Unión, general Benjamin H. Grierson. Los herederos de Petty vendieron la propiedad al juez y a la Sra. Bob T. Roberts en 1901. En 1981, bajo la administración del alcalde Edward C. Ventress, la propiedad fue comprada a la finca de Mary Roberts Beatty Armistead por la ciudad de Clayton, que ha supervisado su renovación.
La casa fue agregada al Registro Nacional de Lugares Históricos el 21 de enero de 1974.